# 11. јул
11. јул (11.7.) је 192. дан године по грегоријанском календару (193. у преступној години). До краја године има још 173 дана.

## Догађаји
- 1276 — Папа Адријан V је наследио Иноћентија V као 186. римски папа.
- 1533 — Папа Климент VII екскомуницирао је енглеског краља Хенрија VIII, одбивши претходно да поништи његов брак с Катарином Арагонском и озакони везу с Аном Болен.
- 1796 — Одиграла се завршна фаза битке код Мартинића, након које Пипери и Бјелопавлићи улазе у састав Црне Горе
- 1882 — Британска медитеранска флота је почела са бомбардовањем Александрије у оквиру Англо-египатског рата.
- 1921 —
  - Монголија је прогласила независност под називом Народна Република Монголија.
  - Одржано је прво званично првенство Краљевине Срба, Хрвата и Словенаца у ватерполу. Победило је Сомборско спортско друштво.
- 1940 — Француски херој из Првог светског рата Филип Петен је постао председник Вишијевске Француске.
- 1960 — Премијер провинције Катанга у Конгу Моиз Чомбе прогласио је независност те покрајине, чиме су почели вишегодишњи немири у тој афричкој земљи.
- 1978 — У експлозији цистерне с течним гасом у шпанском медитеранском туристичком кампу у месту Сан Карлос де ла Рапита погинуло је око 200 људи.
- 1979 — Америчка свемирска станица „Скајлаб“, након шестогодишњег кружења око Земље, распала се приликом приземљења.
- 1987 — УН су прогласиле за петомилијардитог становника планете новорођеног дечака у Загребу Матеја Гаспара.
- 1991 — Авион са ходочасницима из Нигерије срушио се у пламену у Џеди, у Саудијској Арабији. Погинули су сви путници и чланови посаде (261).
- 1995 — У рату у Босни и Херцеговини Војска Републике Српске је заузела Сребреницу. Више од 30.000 људи, углавном жена и деце, пребачено је на територију под контролом владе у Сарајеву. Снаге Војске Републике Српске осуђене су касније да су на том подручју извршиле масакр и да је убијено око 8.000 босанских муслимана.[1][2]
- 1996 — Судско веће Хашког трибунала потврдило је оптужнице за ратне злочине и геноцид против председника Републике Српске Радована Караџића и војног команданта Ратка Младића. Суд је за њима расписао међународне потернице.
- 2000 — Уз посредовање председника САД Била Клинтона, у Кејмп Дејвиду су почели преговори о питању суверенитета над Јерусалимом између израелског премијера Ехуда Барака и палестинског вође Јасера Арафата.
- 2001 — У Камбоџи је одобрено доношење закона који би омогућио суђење бившим лидерима Црвених Кмера, током чије владавине је убијено 1.700.000 људи.
- 2003 — На осму годишњицу масакра у Сребреници у Поточарима код тог града сахрањени су посмртни остаци идентификованих 282 особе муслиманске националности, убијених у лето 1995. Том чину присуствовало је око 20.000 људи.
- 2004 — Борис Тадић свечано ступио на дужност председника Србије.

## Рођења
- 1274 — Роберт Брус, краљ Шкотске (1306—1329). (прем. 1329)[3]
- 1657 — Фридрих I од Пруске, последњи маркгроф Бранденбурга и први краљ Пруске (1701—1713). (прем. 1713)
- 1767 — Џон Квинси Адамс, амерички политичар и дипломата, 6. председник САД (1825—1829). (прем. 1848)[4]
- 1844 — Петар I Карађорђевић, последњи краљ Србије (1903—1918) и први краљ Краљевине СХС (1918—1921). (прем. 1921)
- 1864 — Андра Гавриловић, српски историчар, историчар књижевности и књижевник . (прем. 1929)[5]
- 1871 — Стјепан Радић, хрватски политичар и писац. (прем. 1928)
- 1897 — Грегорио Фуентес, кубански бродски капетан. (прем. 2002)
- 1920 — Јул Бринер, руско-амерички глумац. (прем. 1985)
- 1930 — Харолд Блум, амерички књижевни критичар и писац. (прем. 2019)
- 1934 — Ђорђо Армани, италијански модни креатор.
- 1949 — Емерсон Леао, бразилски фудбалер и фудбалски тренер.
- 1952 — Стивен Ланг, амерички глумац и драматург.
- 1957 — Рођа Раичевић, српскo-црногорски музичар и композитор. (прем. 2001)
- 1958 — Уго Санчез, мексички фудбалер и фудбалски тренер.
- 1959 — Јовица Николић, српски фудбалер.
- 1964 — Горан Радаковић, српски глумац.
- 1966 — Шеб Мами, алжирски музичар.
- 1970 — Џастин Чејмберс, амерички глумац и модел.
- 1972 — Мајкл Розенбаум, амерички глумац.
- 1974 — Андре Ојер, холандски фудбалер.
- 1984 — Танит Белбин, канадска клизачица (уметничко клизање).
- 1984 — Рејчел Тејлор, аустралијска глумица и модел.
- 1986 — Јоан Гуркуф, француски фудбалер.
- 1989 — Мартин Клижан, словачки тенисер.
- 1990 — Каролина Возњацки, данска тенисерка.
- 1992 — Карис Идн, аустралијска музичарка.
- 1994 — Нина Несбит, шкотска музичарка.
- 1996 — Андрија Живковић, српски фудбалер.
- 1996 — Алесија Кара, канадска музичарка.
- 2005 — Јован Мијатовић, српски фудбалер.

## Смрти
- 472 — Антемије, западноримски цар (467—72) (рођ. отприлике 420)
- 969 — Олга Кијевска, први православни владар Кијевске Русије (945—63) (рођ. отприлике 890)
- 1451 — Барбара Цељска, царица Светог римског царства, друга супруга Жигмунда Луксембуршког (рођ. 1392)
- 1937 — Џорџ Гершвин, амерички композитор. (рођ. 1898)
- 1962 — Овен Јонг, амерички индустријалац и адвокат, председник управног одбора Џенерал електрика. (рођ. 1874)
- 1974 — Пер Лагерквист, шведски књижевник, добитник Нобелове награда за књижевност 1951. године. (рођ. 1891)
- 1977 — Душан Вујисић, српски глумац. (рођ. 1929)[6]
- 1982 — Меша Селимовић, српски књижевник. (рођ. 1910)
- 1989 — Лоренс Оливије, енглески позоришни и филмски глумац, режисер и продуцент. (рођ. 1907)
- 1995 — Гојко Николиш, народни херој, шпански борац и члан Српске академије наука и уметности. (рођ. 1911)
- 2001 — Ото Ребула, српски и југословенски атлетичар. (рођ. 1921)
- 2007 — Лејди Берд Џонсон, бивша Прва дама САД, супруга 36. Председника САД Линдона Џонсона. (рођ. 1912)
- 2008 — Мајкл Дебејки, амерички хирург. (рођ. 1908)[7]
- 2023 — Милан Кундера, француски књижевник. (* 1929)

## Празници и дани сећања
- Међународни празници
  - Светски дан популације
- Српска православна црква слави:
  - Свете мученике Кира и Јована
  - Преподобног Сенуфија Заставоносца
  - Преподобног Павла Лекара